# Municipio de Mill Creek (condado de Williams)
El municipio de Mill Creek (en inglés: Mill Creek Township) es un municipio ubicado en el condado de Williams en el estado estadounidense de Ohio. En el año 2010 tenía una población de 802 habitantes y una densidad poblacional de 12,79 personas por km².

## Geografía
El municipio de Mill Creek se encuentra ubicado en las coordenadas 41°39′31″N 84°25′52″O / 41.65861, -84.43111. Según la Oficina del Censo de los Estados Unidos, el municipio tiene una superficie total de 62.72 km², de la cual 62,56 km² corresponden a tierra firme y (0,27 %) 0,17 km² es agua.

## Demografía
Según el censo de 2010, había 802 personas residiendo en el municipio de Mill Creek. La densidad de población era de 12,79 hab./km². De los 802 habitantes, el municipio de Mill Creek estaba compuesto por el 97,88 % blancos, el 1,25 % eran afroamericanos, el 0,25 % eran amerindios, el 0,12 % eran asiáticos, el 0,25 % eran de otras razas y el 0,25 % eran de una mezcla de razas. Del total de la población el 1,87 % eran hispanos o latinos de cualquier raza.